# Carlos Miguel Coronel
Carlos Miguel Coronel (Corumbá, 29 dicembre 1996) è un calciatore brasiliano naturalizzato paraguaiano, portiere dei N.Y. Red Bulls.

## Biografia
Nato in Brasile, ha origini paraguaiane tramite madre, grazie a cui, nel 2023, ha ottenuto la cittadinanza paraguaiana.

## Carriera

### Club
Cresciuto nel settore giovanile del Red Bull Brasil, nel 2015 si trasferisce nella società austriaca collegata del Liefering. Ha debuttato con il Salisburgo il 27 maggio 2018, nella partita di campionato persa per 4-0 contro l'Austria Vienna. Il 24 gennaio 2019 viene ceduto a titolo temporaneo al Philadelphia Union; il prestito viene interrotto in anticipo il 19 luglio seguente.
Nel successivo mese di ottobre si ritrova titolare nel ruolo, a causa dei concomitanti infortuni di Cican Stanković e Alexander Walke, arrivando a esordire in Champions League.

### Nazionale
Nell'agosto 2023 viene convocato per la prima volta dal Paraguay, nazione delle sue origini, con cui esordisce il 10 settembre dello stesso anno nel pareggio per 0-0 contro il Perù.

## Statistiche

### Presenze e reti nei club
Statistiche aggiornate al 2 maggio 2021.
| Stagione            | Squadra            | Campionato        | Campionato | Campionato | Coppe nazionali | Coppe nazionali | Coppe nazionali | Coppe continentali | Coppe continentali | Coppe continentali | Altre coppe | Altre coppe | Altre coppe | Totale | Totale | Totale |
| Stagione            | Squadra            | Comp              | Pres       | Reti       | Comp            | Pres            | Reti            | Comp               | Pres               | Reti               | Comp        | Pres        | Reti        | Pres   | Reti   |        |
| ------------------- | ------------------ | ----------------- | ---------- | ---------- | --------------- | --------------- | --------------- | ------------------ | ------------------ | ------------------ | ----------- | ----------- | ----------- | ------ | ------ | ------ |
| 2015-2016           | Liefering          | EL                | 11         | -14        | -               | -               | -               | -                  | -                  | -                  | -           | -           | -           | 11     | -14    |        |
| 2016-2017           | Liefering          | EL                | 24         | -27        | -               | -               | -               | -                  | -                  | -                  | -           | -           | -           | 24     | -27    |        |
| 2017-2018           | Liefering          | EL                | 32         | -39        | -               | -               | -               | -                  | -                  | -                  | -           | -           | -           | 32     | -39    |        |
| Totale Liefering    | Totale Liefering   | Totale Liefering  | 67         | -80        |                 | -               | -               |                    | -                  | -                  |             | -           | -           | 67     | -80    |        |
| 2017-2018           | Salisburgo         | BL                | 1          | -4         | CA              | 0               | 0               | UCL+UEL            | 0+0                | 0                  | -           | -           | -           | 1      | -4     |        |
| 2018-gen. 2019      | Salisburgo         | BL                | 0          | 0          | CA              | 0               | 0               | UCL+UEL            | 0+0                | 0                  | -           | -           | -           | 0      | 0      |        |
| gen.-lug. 2019      | Philadelphia Union | MLS               | 4          | -2         | USOC            | 0               | 0               | -                  | -                  | -                  | -           | -           | -           | 4      | -2     |        |
| gen.-lug. 2019      | Bethlehem Steel FC | USLC              | 8          | -17        | -               | -               | -               | -                  | -                  | -                  | -           | -           | -           | 8      | -17    |        |
| 2019-2020           | Salisburgo         | BL                | 5          | -6         | CA              | 1               | 0               | UCL                | 3                  | -4                 | -           | -           | -           | 9      | -10    |        |
| 2020-2021           | Salisburgo         | BL                | 1          | 0          | CA              | 0               | 0               | UCL                | 0                  | 0                  | -           | -           | -           | 1      | 0      |        |
| Totale Salisburgo   | Totale Salisburgo  | Totale Salisburgo | 7          | -10        |                 | 1               | 0               |                    | 3                  | -4                 |             | -           | -           | 11     | -14    |        |
| feb. 2021-giu. 2021 | NY Red Bulls       | MLS               | 3          | -5         | -               | -               | -               | -                  | -                  | -                  | -           | -           | -           | 3      | -5     |        |
| Totale carriera     | Totale carriera    | Totale carriera   | 89         | -114       |                 | 1               | 0               |                    | 3                  | -4                 |             | -           | -           | 93     | -118   |        |

## Palmarès

### Club

#### Competizioni nazionali
- Campionato austriaco: 2

Salisburgo: 2017-2018, 2019-2020
- Coppa d'Austria: 1

Salisburgo: 2019-2020, 2020-2021